# Red de Comunicadores Interculturales Bilingües del Ecuador
Red de Comunicadores Interculturales Bilingües del Ecuador, REDCI, és una organització de comunicadors constituït per membres de les nacionalitats i pobles indígenes de l'Equador, per a fer ús del dret a la lliure expressió. Els seus productes comunicacionals parteixen des de les seves cultures. Des que aquest col·lectiu neix l'any 2009 i és reconegut jurídicament pel Consell de Desenvolupament de Pobles de l'Equador, CODENPE, el 9 de novembre de 2010, mitjançant Acord N° 2113-CODENPE. Acompanyen les iniciatives de lluita dignes de les comunitats orientades a exercir els seus drets plens a l'Estat Plurinacional de l'Equador, amb l'afany d'aportar a la perennización de les seves llengües i cultures. REDCI no és membre de cap partit polític i les seves activitats es financen mitjançant autogestió.

## Coexistència de nacionalitats indígenes a l'Equador
En el l'Equador coexisteixen 14 nacionalitats indígenes que parlen les seves llengües ancestrals, que després d'una permanent lluita van aconseguir que en la Constitució Política de l'Estat aprovat en 2008, sigui declarat Estat Plurinacional e Intercultural. L'Estat Equatorià, continua renuent a permetre que els pobles originaris exerceixin en la pràctica els seus drets com ho empara la mateixa constitució política vigent, així com les normes internacionals com el Conveni 169 de l'OIT. S'ha implementat espais encara incipients com Educació Intercultural Bilingüe on no hi ha participació dels seus actors, àrees com el de salut intercultural que encara queda en tan sola la intenció per no comptar amb suport requerit i el CODENPE (Consell de Desenvolupament de Pobles de l'Equador), que és reduït a un organisme de quart ordre dins de l'estructura de l'Estat.

## Organitzacions indígenes principals a l'Equador
Tres són les principals organitzacions que s'han destacat a nivell nacional. La FEINE, de tendència religiosa evangèlica que conceben a les seves bases com a microempreses, amb el seu braç polític Amawta Yuyay; la FENOCIN, vinculada al Partit Socialista i des del seu origen no s'ha deslligat del caràcter "pagès" de les seves bases. Finalment està la Confederación de Nacionalidades Indígenas del Ecuador (CONAIE), que aglutina a les nacionalitats situades en les tres regions del país: Regió litoral o Costa (emberà, chachi, tsachila i els quichua del litoral que producte de la constant migració estan radicats en aquests espais); Regió interandina o Sierra (amb el seu pobles pastos, natabuela, karanki, otavalo, kayampi, kitu, panzaleo, chibuleo, tomabela, kisapincha, salasaca, waranka, nación puruhá, cañari, saraguro); i Regió amazònica (wao, zàpara, siona, secoya, cofán, shuar, shiwiar, achuar, andoa i quítxua amazònic).

## Sobre espais per a l'exercici dels drets a la comunicació
Els espais per a l'exercici dels drets a la comunicació per als pobles indígenes, continuen sent encara incipients. Hi ha un noticiari de televisió en quítxua, els continguts de les quals responen a la política del canal i no de les nacionalitats; el Canal del Televisión Estatal i la Radio Pública del Ecuador no reflecteix l'existència de la diversitat cultural. Si bé en l'àmbit polític i organitzatiu el moviment indígena fins i tot ha aconseguit deposar governs en tres ocasions, no obstant això en l'àmbit de la comunicació no registra cap iniciativa sinó propostes individuals o reptes que té el seu origen o organitzacions encara locals.
Aquest és el context en què la Red de Comunicadores Interculturales Bilingües del Ecuador, REDCI, iincursiona amb la seva aportació basada en l'ús de noves tecnologies de la informació i la comunicació, Tics, que figura entre les seves polítiques institucionals el donar suport al projecte polític de les nacionalitats i pobles indígenes de l'Equador, que permeti el seu enfortiment i participació d'en l'Estat Plurinacional; generar processos d'informació i comunicació perquè les nacionalitats i pobles exerceixin com a dret humà, a partir de la seva identitat cultural; possibilitar iniciatives locals, regionals, nacionals i internacionals d'integració i resistència dels pobles indígenes per a no ser invisibilitzats per pràctiques de globalització i neoliberalisme.
REDCI, recopila, produeix i comparteix continguts relacionats amb els pobles i nacionalitats. Contribueix voluntàriament a l'intercanvi d'informació, idees, opinions i debat polític i cultural a l'Equador i Amèrica des d'una visió plurinacional, basat en el respecte a la Pachamama (Mare Terra) i al Sumak kawsay.